# Middle Walls
Die Middle Walls (englisch; polnisch Pośrednie Ściany ‚Zwischenwände‘) sind große Felsvorsprünge in den Arctowski Mountains von King George Island im Archipel der Südlichen Shetlandinseln. Sie ragen im Zentrum der Westflanke des Massivs des Mount Hopeful oberhalb des Posen-Gletschers auf.
Polnische Wissenschaftler benannten sie 1981 nach ihrer geografischen Lage.